# Periquito-noturno
O periquito-noturno (Pezoporus occidentalis), também conhecido como periquito-de-barriga-laranja, periquito-terrestre-noturno e periquito-da-meia-noite, é uma pequena espécie de periquito endêmico da Austrália. É conhecido como sendo uma das aves mais evasivas e misteriosas do mundo, sem avistamentos conhecidos da ave entre 1912 e 1979, levando à especulação de que havia sido extinta. Avistamentos desde 1979 têm sido extremamente raros e o tamanho da população da ave é desconhecido, embora baseado na escassez de registros é acredita-se que o número esteja entre 50 e 249 indivíduos adultos. A primeira evidência fotográfica e de vídeo de um indivíduo vivo foi confirmada publicamente em julho de 2013. Depois de 17 mil horas em campo e 15 anos de pesquisa, o fotógrafo de vida selvagem John Young conseguiu várias fotos e um vídeo de 17 segundos da ave em Queenslândia. Em agosto de 2015, a captura de um indivíduo vivo foi anunciado pela imprensa australiana.